# Савченко, Григорий Ефимович
Григорий Ефимович Савченко (1919 год — 1979 год) — машинист горного комбайна шахты № 12 треста «Орджоникидзеуголь» комбината «Артёмуголь» Министерства угольной промышленности Украинской ССР, Донецкая область. Герой Социалистического Труда (1966).
Досрочно выполнил личные социалистические обязательства и плановые задания семилетки (1959—1965) по добыче угля. Указом Президиума Верховного Совета СССР от 29 июня 1966 года «за выдающиеся заслуги в выполнении семилетнего плана по развитию угольной и сланцевой промышленности и достижении высоких технико-экономических показателей в работе» удостоен звания Героя Социалистического Труда с вручением ордена Ленина и золотой медали «Серп и Молот».
Скончался в 1979 году.